# Restwertpellet

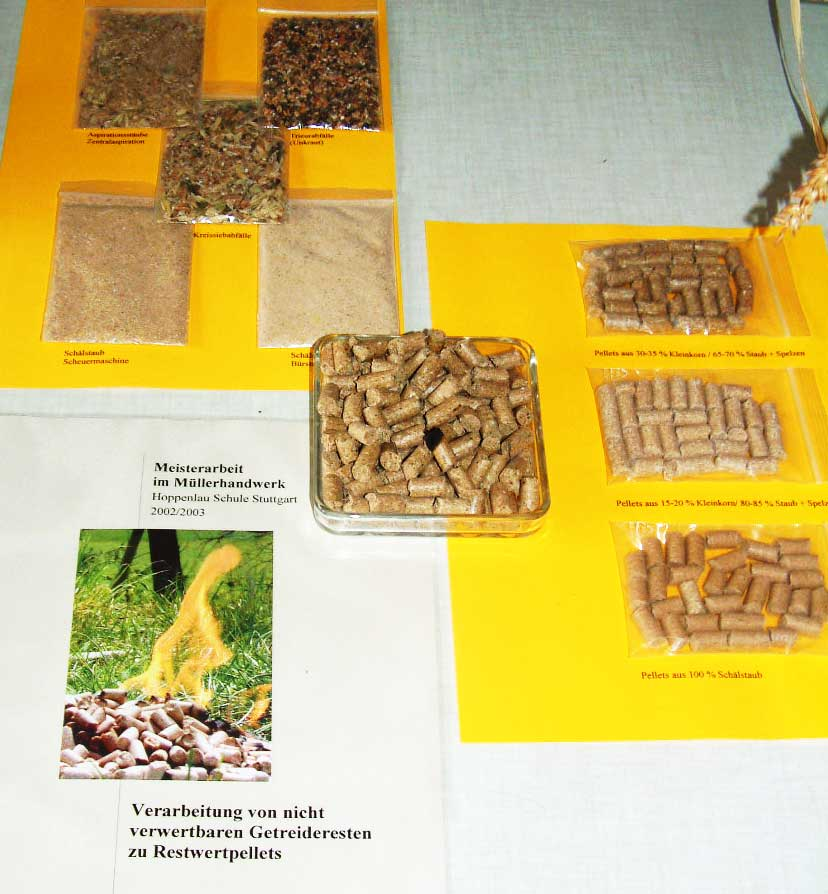
Restwertpellets

Restwertpellets sind Pellets aus Nebenprodukten und Rückständen der Halmgut verarbeitenden Industrie, die wie Holzpellets in Pelletheizungen verbrannt werden können.
Diese Brennstoffgruppe 2.2 nach der Europäischen Norm EN 14961 Feste Biobrennstoffe umfasst Getreide und Gräser, Ölsaaten, Wurzelkulturen, Hülsenfrüchte und Blumen sowie deren Mischungen. In der Mühle etwa werden deren Abfälle (Mühlenstaub, Kleinkorn, Spelzen) verpresst, oder der Ölkuchen zu Pellets umgeformt.